# Xã Folsom, Quận Traverse, Minnesota
Xã Folsom (tiếng Anh: Folsom Township) là một xã thuộc quận Traverse, tiểu bang Minnesota, Hoa Kỳ. Năm 2010, dân số của xã này là 128 người.